# Mariam El-Zoheiry
Mariam Ahmed Ibrahim El-Zoheiry (en arabe : مريم احمد ابراهيم الزهيرى), née le 16 août 1999, est une escrimeuse égyptienne.

## Carrière
Elle est médaillée d'argent en fleuret par équipes aux Championnats d'Afrique 2019 à Bamako.
Elle dispute les Jeux olympiques de 2020 à Tokyo, faisant partie de l'équipe d'Égypte féminine de fleuret terminant huitième de la compétition par équipes.
Elle est médaillée d'or en fleuret par équipes aux Championnats d'Afrique 2022 à Casablanca.